# Teoria di Chern-Simons
La teoria di Chern–Simons è una teoria quantistica dei campi topologica 3-dimensionale di tipo Schwarz sviluppata da Edward Witten. Fu scoperta prima dal fisico matematico Albert Schwarz. Prende il nome dai matematici Shiing-Shen Chern e James Harris Simons, che introdussero la 3-forma di Chern–Simons. Nella teoria di Chern–Simons, l'azione è proporzionale all'integrale della 3-forma di Chern–Simons.
Nella fisica della materia condensata, la teoria di Chern–Simons descrive l'ordine topologico negli stati dell'effetto Hall quantistico frazionario. In matematica, è stata usata per calcolare invarianti di nodi e invarianti nelle 3-varietà come il polinomio di Jones.
In particolare, la teoria di Chern–Simons è specificata dalla scelta di un gruppo di Lie semplice conosciuto come il gruppo di gauge della teoria e anche da un numero chiamato livello della teoria, che è una costante che moltiplica l'azione. L'azione dipende dalla gauge, tuttavia la funzione di partizione della teoria quantistica è ben definita quando il livello è un intero e la field strength di gauge si annulla su tutti i bordi dello spaziotempo tridimensionale.
È anche stata usata per creare computer quantistici topologici. Nello specifico, una teoria di Chern–Simons SU(2)  descrive il più semplice modello qualunquonico non abeliano di un computer quantistico topologico, il modello di Yang-Lee-Fibonacci.
La dinamica della teoria di Chern-Simons su un bordo bidimensionale di una 3-varietà è strettamente legata alle regole di fusione e ai blocchi conformi nella teoria di campo conforme, e in particolare la teoria di Wess–Zumino–Witten.